# 徳尾浩司
徳尾 浩司（とくお こうじ、1979年4月2日 -）は、日本の脚本家、演出家。大阪府出身。慶應義塾大学理工学部数理科学科卒業。sacca所属。とくお組主宰。

## 略歴・人物
小学生の頃は、流行っていた『ドラゴンボール』を真似て漫画を描き、周囲の評判もよかったことから漫画家になるのが夢であった。桃山学院高等学校入学後も面白い物語のアイデアはあったものの、絵の上達に限界を感じるようになっていた。担任教師から文化祭で上演する演劇の脚本を頼まれたことをきっかけに脚本作りの楽しさと演劇の面白さに気づくことになる。その後、演劇活動のさかんな早稲田大学を志望し、複数の学部を受験したがすべて失敗。東北大学には合格するも、演劇が盛んではなさそうだったため進学せず、慶應義塾大学に入学。部員15名ほどの演劇研究会に所属し、脚本と演出を手がけた。大学卒業後、自身が主宰する「とくお組」を結成。「とくお組」のメンバーの紹介で脚本家の事務所「sacca」に所属することとなった。
2013年のNHKの連続ドラマ「ハードナッツ!」の脚本を1話分手がけたことを転機に、次々と脚本の仕事が舞い込むようになった。近年の作品では、『探検隊の栄光』、『スリル!〜赤の章・黒の章〜』（NHK）、『おっさんずラブ』（テレビ朝日）などがある。
男性同士の同性愛をコミカルに描いた『おっさんずラブ』が放送中にタイトルがTwitterの世界トレンドランキングで1位になったり、2018年12月3日に発表された『2018ユーキャン新語・流行語大賞』ではトップテンに選ばれるといった大きな話題となる。
『おっさんずラブ』で第97回ザテレビジョンドラマアカデミー賞脚本賞を受賞。

## 作品
特記のないものは脚本のみ担当。

### 映画
- 探検隊の栄光（2015年、出演：藤原竜也）
- ホーンテッド・キャンパス（2016年、出演：中山優馬、島崎遥香）
- 走れ!T校バスケット部（2018年、出演：志尊淳）
- 劇場版 おっさんずラブ 〜LOVE or DEAD〜（2019年、出演：田中圭）
- オレたち応援屋!!（2020年、出演：A.B.C-Z）
- 都会のトム&ソーヤ（2021年、出演：城桧吏）[10]
- CUBE 一度入ったら、最後（2021年、出演：菅田将暉）
- 映画演劇 サクセス荘　侵略者Sと西荻窪の奇跡（2021年、出演：和田雅成）

### テレビドラマ
- お台場探偵羞恥心 ヘキサゴン殺人事件（2008年、フジテレビ、出演：つるの剛士）
- 御手洗ゼミの理系な日常（2008年、TBS、出演：川村ゆきえ） - 監督・脚本
- 数学♥女子学園（2012年、日本テレビ、主演：田中れいな） - 脚本協力
- 走馬灯株式会社（2012年、TBS、主演：香椎由宇）
- ロンドンハーツ ドッキリミュージカル「リフティング・マイ・ドリーム〜夢のツヅキ〜」（2013年、テレビ朝日、出演：尾形貴弘）
- ハードナッツ! （2013年、NHK、主演：橋本愛）
- ロストデイズ（2014年1月クール、フジテレビ、主演：瀬戸康史）
- 理系の人々（2014年10月 - 、全42話、ひかりTV、主演：伊藤淳史、真野恵里菜）
- ドS刑事（2015年4月クール、日本テレビ、主演：多部未華子）
- 婚活刑事（2015年7月クール、読売テレビ・日本テレビ、主演：伊藤歩）
- 脱線刑事（2015年12月13日、CBC/TBS、主演：塚本高史、秋元才加）
- 世にも奇妙な物語「通いの軍隊」（2016年5月28日、フジテレビ、主演：西島秀俊）
- 徳山大五郎を誰が殺したか?（2016年7月クール、テレビ東京、主演：欅坂46）[11]
- 警視庁 ナシゴレン課（2016年10月クール、テレビ朝日、主演：島崎遥香）
- おっさんずラブ（2016年12月30日、テレビ朝日、出演：田中圭、吉田鋼太郎）
- 豆腐プロレス（2017年1月クール、4月クール、テレビ朝日、主演：宮脇咲良）
- スリル!〜赤の章・黒の章〜（2017年2月22日 - 、NHK・NHKBS、主演：小松菜奈、山本耕史）
- あいの結婚相談所（2017年7月クール、テレビ朝日、主演：山崎育三郎）
- きみが心に棲みついた（2018年1月クール、TBS、主演：吉岡里帆）
- おっさんずラブ（2018年4月クール、テレビ朝日、出演：田中圭、吉田鋼太郎、林遣都）
- 警視庁ゼロ係〜生活安全課なんでも相談室〜THIRD SEASON（2018年7月クール、テレビ東京、出演：小泉孝太郎、松下由樹）
- チア☆ダン（2018年7月クール、TBS、主演：土屋太鳳）
- 恋と就活のダンパ（2019年4月27日、NHKBS、主演：加藤諒）
- テレビ演劇 サクセス荘（2019年7月クール、テレビ東京）
- ミス・ジコチョー〜天才・天ノ教授の調査ファイル〜（2019年10月クール、NHK総合、主演：松雪泰子）
- 劇団スフィア（2019年10月クール、MXTV、主演：スフィア）
- おっさんずラブ-in the sky-（2019年10月クール、テレビ朝日、出演：田中圭、吉田鋼太郎）
- 私の家政夫ナギサさん（2020年7月クール、TBS、主演：多部未華子）
  - 私の家政夫ナギサさん　新婚おじキュン！特別編（2020年9月8日）
- テレビ演劇 サクセス荘2（2020年7月クール、テレビ東京）
- テレビ演劇 サクセス荘3（2021年1月クール、テレビ東京）
- 恋はDeepに（2021年4月クール、日本テレビ、主演：石原さとみ、綾野剛）[12]
- イタイケに恋して（2021年7月クール、読売テレビ、主演：渡辺大知、菊池風磨、アイクぬわら）
- この初恋はフィクションです（2021年10月クール、TBS、主演：飯沼愛）
- 六本木クラス（2022年7月クール、テレビ朝日、主演：竹内涼真）
- unknown（2023年4月クール、テレビ朝日、主演：高畑充希、田中圭）
- ミワさんなりすます（2023年10月クール、NHK総合、主演：松本穂香、堤真一）[13]
- おっさんずラブ-リターンズ-（2024年1月クール、テレビ朝日、主演：田中圭）
- 青春ミュージカルコメディ oddboys（2024年7月クール、テレビ東京、主演：岡宮来夢、阿部顕嵐）
- ライオンの隠れ家（2024年10月クール、TBS、主演：柳楽優弥）
- スティンガース　警視庁おとり捜査検証室（2025年7月クール、フジテレビ、主演：森川葵）
- シバのおきて～われら犬バカ編集部～（2025年10月クール、NHK、主演：大東駿介）

### ネット配信ドラマ
- クロコーチスピンオフ（2013年、TBS、主演：長瀬智也）
- 民王番外編 秘書貝原と6人の怪しい客（2016年5月6日、テレビ朝日ネット配信、主演：高橋一生）
- プロデューサーK（2016年9月28日、Amazonビデオ、主演：石黒賢）
- &美少女 NEXT GIRL meets Tokyo 第4話（2017年4月26日、FOD、主演：松風理咲）
- 曇天に笑う・スピンオフ（2018年1月1日 - 、AbemaTV）
- 君は放課後、宙を飛ぶ（2018年8月、ひかりTV等、主演：私立恵比寿中学）
- 都会のトム＆ソーヤ ぼくらの砦（2021年7月16日 - 、ABEMA）山下すばると共同脚本
- 闇原家の知られざる愛のメモリー（2023年5月9日、TELASA、出演：麻生久美子・吉田鋼太郎）
- おっさんずラブ-リターンズ-禁断のグータンヌーボ（2024年3月1日・8日、TELASA、出演：田中圭）

### 舞台
- 大人計画フェスティバル正名僕蔵一人芝居「正名僕蔵の大運動会」作・演出（2006年）
- 「漂流教室」脚本・演出（2009年、出演：庄司智春、川下大洋、小野真弓）
- 「PLAYZONE2010 ROAD TO PLAYZONE」構成・演出（2010年、青山劇場ほか、出演：今井翼）
- 「マイホーム・オン・ザ・ビーチ」脚本（2010年、出演：ラサール石井、つるの剛士）
- 「PLAYZONE'11 SONG&DANC’N.」構成・演出（2011年、青山劇場ほか、出演：今井翼）
- 「戦国鍋TV 僕たち天正遣欧少年使節」作・演出（2011年、ラフォーレミュージアム原宿）
- 「PLAYZONE'12 SONG&DANC’N. PARTII」構成・演出（2012年、青山劇場ほか、出演：今井翼）
- 「合唱ブラボー！ 〜ブラボー大作戦〜」脚本（2013年6月、CBGKシブゲキ!!）
- 「DA2-DANZIN LIVE ASIA TOUR FINAL IN TOKYO」構成・演出（2013年10月、ディファ有明）
- 劇団スパイスガーデン「移動するプリズン」作・演出（2013年10月）
- 「僕等の図書室3」（カラマーゾフの兄弟）脚本（2014年5月）
- 堀内夜あけの会「恐怖 タコ公園のタコ女」演出（2014年5月、出演：堀内健、出川哲朗）
- WBB「そして、今夜もニコラシカ！」演出（2014年6月、出演：佐野瑞樹、佐野大樹）
- 「ヴァンパイア騎士」脚本（2015年1月、出演：若月佑美（乃木坂46））
- 「ドン・ドラキュラ」脚本・演出（2015年4月、出演：橘ケンチ（EXILE））
- 「ヴァンパイア騎士-Revive」脚本（2015年7月、出演：若月佑美（乃木坂46））
- WBB「殺意は月夜に照らされて」脚本（2015年11月、出演：佐野瑞樹、佐野大樹）
- 明後日「日の本一の大悪党」演出補（2016年6月9日 - 、出演：安田顕、小泉今日子）
- 松本利夫ワンマンSHOW「MATSUぼっち 04-DOORS-」演出（2016年10月6日 - 、出演：松本利夫）
- 乃木坂46「３人のプリンシパル」脚本・演出（2017年2月2日 - 12日、出演：乃木坂46三期生）
- 「GACHI」脚本（2017年8月11日 - 27日、出演：ふぉ〜ゆ〜）
- 松本利夫ワンマンSHOW「MATSUぼっち 05-レコード-」演出（2018年2月2日 - 、出演：松本利夫）
- 松本利夫ワンマンSHOW「MATSUぼっち 06-STARS-」演出（2019年2月13日 - 、出演：松本利夫）
- 本多劇場グループPRESENTS ACALINO TOKYO「演劇の街をつくった男」脚本・演出（2020年6月19日-21日）[14][15][16][17]
- またはブライアン「完全にそうだけど恋をしようよ」脚本（2020年9月2-6日、出演：加藤啓、佐藤貴史）
- 「オレたち応援屋!! On Stage」脚本（2020年10月3日-28日、出演：A.B.C-Z）
- asatte FORCE オンライン連動型演劇 とくお組「クッキング！」（2020年10月10日、出演：とくお組）
- 松本利夫ワンマンSHOW「MATSUぼっち 07-MEDAL RUSH-」演出（2021年6月、出演：松本利夫）
- 加藤啓アワー「オレ、産まれたぞ！」脚本（2022年4月）

### CM
- すき家インフォマーシャル「青春の味編」「元彼女編」「実家の母編」（2010年 TBS）

### 劇団公演
全作品の作・演出（第24回「光沢のある赤いスイッチ」は同劇団員 篠崎友演出）
- 第20回「近未来パーク」（2013年4月、吉祥寺シアター）
- 第21回「砂漠の町のレイルボーイズ」（2013年8月、座・高円寺1）
- 第22回「ブラックホールの出来事」（2014年1月、渋谷ギャラリーLEDECO）
- 第23回「銀河ホテル 〜たまプラーザ店」（2014年7月、座・高円寺1）
- 第24回「光沢のある赤いスイッチ」（2015年1月、渋谷ギャラリーLEDECO）
- 第25回「コロッセオ・ミュージカル'80」（2015年6月、座・高円寺1）
- 第26回「林檎の軌道」（2021年3月、下北沢 駅前劇場）
- 第27回「スナイパーズ」（2022年12月、新宿シアタートップス）